# 治療共同体
治療共同体（ちりょうきょうどうたい、Therapeutic community、TC）とは、精神疾患、パーソナリティ障害、薬物依存、ホームレス、女性や児童青年らに対しての長期的な参加型集団アプローチである。このアプローチは、環境療法の理論をベースとし、さらに集団精神療法を実施するものである。現在は世界65カ国で取り入られている。
初期においては、TCは個人のグループで行われるものであり、クライアントと治療者が共に居住するスタイルが主流であった。現在では法人化されるグループも多く、ユニットケア型に移行したり、医療専門家が常駐するところが多くなっている。また矯正制度に組み込まれるケースもあり、隔離された囚人居住エリアでTCが実際されるグループもある。
TCは、イギリスにおいてリハビリテーション成功率や患者満足度などで評判を得ている手法である。近年では社会的入院の解決策としてTCが注目されつつある。

## 歴史

### 米国
米国初のTCは、1958年のSynanon residential rehabilitation communityとされる。
矯正制度においては、1960年代末にアスクレピオン財団がTCをマリオン連邦刑務所などの施設にて始めたことによる。そこでは交流分析（TA）、Synanonゲーム、12ステップのプログラムなどの臨床治療が行われていた。1980年代半ばでは、思想の家などがバージニア州矯正システムで活動を行い、このプログラムに1年以上参加した薬物犯、重罪犯、性犯罪らは、再犯率が17%減少したことが示された。
現在も米国のいくつかの州では、修正型TCが薬物犯の矯正施設にて実施されている
（ペンシルベニア州、コロラド州、テキサス州、デラウエア州、ニューヨーク州）。ニューヨーク市では、男性施設ではアーサー・キル矯正施設、女性施設ではベイビュー矯正施設で実施されている。

### 日本
日本でTCを運営している団体には、一般社団法人ワンネスグループ、島根あさひ社会復帰促進センターの「薬物離脱プログラム」などがある。